# Spoorlijn Metz-Ville - Château-Salins
De Spoorlijn Metz-Ville - Château-Salins was een Franse spoorlijn van Metz naar Château-Salins. De lijn was 58,2 km lang en heeft als lijnnummer 099 000.

## Geschiedenis
De spoorlijn werd door de Reichseisenbahnen in Elsaß-Lothringen in gedeeltes geopend. Van Liocourt naar Château-Salins op 1 mei 1904 en van Metz naar Liocourt op 1 december 1904. Personenvervoer werd opgeheven in 1953 en het gedeelte tussen Augny en Château-Salins gesloten voor goederenvervoer in 1972. Tussen Metz en Augny liggen de sporen er nog, de rest van de lijn is opgebroken.

## Aansluitingen
In de volgende plaatsen is of was er een aansluiting op de volgende spoorlijnen:
Metz-Ville
RFN 086 000, spoorlijn tussen Conflans-Jarny en Metz-Ville
RFN 089 000, spoorlijn tussen Lérouville en Metz-Ville
RFN 140 000, spoorlijn tussen Réding en Metz-Ville
RFN 174 000, spoorlijn tussen Metz-Ville en Hargarten-Falck
RFN 180 000, spoorlijn tussen Metz-Ville en Zoufftgen
RFN 191 300, raccordement tussen Metz-Ville en Metz-Marchandises
Metz-Sablon
RFN 140 000, spoorlijn tussen Réding en Metz-Ville
RFN 191 300, raccordement tussen Metz-Ville en Metz-Marchandises
RFN 192 000, ceinture van Metz
Château-Salins
RFN 097 000, spoorlijn tussen Champigneulles en Sarralbe